# Mercury Falling
Mercury Falling é o quinto álbum de estúdio do cantor Sting, lançado a 12 de Março de 1996.

## Faixas
Todas as faixas escritas, arranjadas e compostas por Sting exceto "La Belle Dame Sans Regrets" escrita, arranjada e composta por Sting e Dominic Miller.
1. "The Hounds of Winter" – 5:27
2. "I Hung My Head" – 4:40
3. "Let Your Soul Be Your Pilot" – 6:41
4. "I Was Brought to My Senses" – 5:48
5. "You Still Touch Me" – 3:46
6. "I'm So Happy I Can't Stop Crying" – 3:56
7. "All Four Seasons" – 4:28
8. "Twenty Five to Midnight" – 4:09
9. "La Belle Dame Sans Regrets" – 5:17
10. "Valparaiso" – 5:27
11. "Lithium Sunset" – 2:38

## Paradas
| Parada (1993)                  | Posições |
| ------------------------------ | -------- |
| Estados Unidos - Billboard 200 | 5        |